# 106-мм безвідкатна гармата М40
Безвідкатна гармата М40 — переносна 105-мм безвідкатна гармата, яка обслуговується екіпажем, виготовлена в Сполучених Штатах. Призначена головним чином як протитанкова зброя, також може використовуватися в протипіхотній обороні з використанням протипіхотного трасуючого снаряда. Ствол зазвичай описувався як 106-мм калібр, але насправді він має 105-мм, позначення 106 мм було призначено для запобігання плутанини з несумісними 105-мм боєприпасами з невдалого M27. Однозарядна зброя з повітряним охолодженням і заряджанням у казенну частину стріляла боєприпасами та використовувалася в основному з наземної установки або колесах M92. Була розроблена лише для стрільби прямим наведенням, і прицільне обладнання для цієї мети постачалося разом із кожною одиницею, включаючи прикріплену рушницю M8C 50 калібру.
M50 Ontos з шістьма 105-мм безвідкатними гарматами M40A1
297 M50 "Ontos" були побудовані як самохідні легкі броньовані гусеничні протитанкові машини. Вони мали шість 105-мм безвідкатних рушниць M40 як основне озброєння, з яких можна було швидко стріляти по одній цілі, щоб гарантувати вбивство. M40 також міг використовуватися на універсальній платформі M274 4×4 «механічний мул».